# Mellicta spadana
Mellicta spadana är en fjärilsart som beskrevs av Cabeau 1922. Mellicta spadana ingår i släktet Mellicta och familjen praktfjärilar. Inga underarter finns listade i Catalogue of Life.